# Alex Guerrero
Alexander Guerrero Perez (né le 20 novembre 1986 à Las Tunas, Cuba) est un joueur de champ intérieur des Dodgers de Los Angeles de la Ligue majeure de baseball.

## Carrière

### Cuba
Aligné avec le club de Las Tunas en Serie Nacional cubaine de 2009 à 2012, Alex Guerrero est nommé, parmi les joueurs étoiles de cette ligue, en 2010 et 2011. Il participe avec l'équipe de baseball de Cuba à diverses compétitions internationales, tels le Tournoi World Port 2011 et la Semaine de baseball de Haarlem, remportée par Cuba en 2012 aux Pays-Bas. Il est en revanche retranché de l'effectif cubain avant le début de la Classique mondiale de baseball 2013. Guerrero est un joueur d'arrêt-court dont les qualités offensives sont considérées bien supérieures à ses aptitudes défensives.
En 2013, il fait défection de Cuba avec, entre autres, son grand frère Mikail, et trouve refuge à Haïti. 

### Dodgers de Los Angeles
En octobre 2013, Guerrero signe un contrat avec les Dodgers de Los Angeles de la Ligue majeure de baseball. Il ne joue pas au baseball en 2013 après avoir quitté son pays, mais s'entraîne en République dominicaine, où il s'est réfugié après son passage à Haïti, en vue de devenir un joueur de deuxième but pour les Dodgers.
Guerrero fait ses débuts dans le baseball majeur avec les Dodgers le 22 mars 2014 lors d'un match joué à Sydney en Australie contre les Diamondbacks de l'Arizona. Sa première présence se déroule de façon peu orthodoxe : amené comme frappeur suppléant, il est immédiatement remplacé sans avoir la chance de frapper lorsque l'équipe adverse change de lanceur. Guerrero apparaît donc à la feuille de pointage sans avoir vu un seul lancer ni joué en défensive. Il obtient son premier passage au bâton le lendemain lors d'un second match entre les deux clubs. Guerrero n'apparaît que dans 11 matchs des Dodgers en 2014 et ne récolte qu'un coup sûr en 13 passages au bâton, en plus d'être 6 fois retiré sur des prises. Son premier coup sûr dans les majeures est réussi le 13 septembre 2014 contre le lanceur Erik Cordier des Giants de San Francisco. Il passe la majorité de 2014 dans les mineures avec les Isotopes d'Albuquerque où un incident survient en mai : durant une altercation dans l'abri des joueurs, Guerrero est mordu à l'oreille par son coéquipier Miguel Olivo. Ce dernier est immédiatement congédié par les Dodgers et Guerrero doit subir une chirurgie plastique pour réparer son oreille.
Guerrero amorce la saison 2015 avec les Dodgers. Il connaît un départ canon et est nommé meilleure recrue du mois d'avril 2015 dans la Ligue nationale après avoir maintenu une moyenne au bâton de ,423 dans le premier droit de la saison, à laquelle s'ajoutent 5 circuits et 13 points produits.